# Plano de Laplace
El plano de Laplace o plano laplaciano de un satélite planetario, llamado así por su descubridor Pierre-Simon Laplace (1749-1827), es una media o plano de referencia sobre cuyo eje precesa el plano orbital instantáneo de un satélite.
El nombre de Laplace a veces se aplica al plano invariable, que es el plano perpendicular al vector de momento angular de un sistema, pero los dos no deben confundirse. Son equivalentes solo en el caso donde todas las perturbaciones y resonancias están lejos del cuerpo de precesión.

## Definición
El eje de este plano de Laplace es coplanar con, y entre, (a) el eje polar del giro del planeta principal, y (b) el eje orbital de la órbita del planeta padre alrededor del Sol. El plano de Laplace surge porque el achatamiento ecuatorial del planeta principal tiende a hacer que la órbita del satélite preceda alrededor del eje polar del plano ecuatorial del planeta principal, mientras que las perturbaciones solares tienden a hacer que la órbita del satélite preceda. alrededor del eje polar del plano orbital del planeta principal alrededor del Sol. Los dos efectos que actúan juntos dan como resultado una posición intermedia para el eje de referencia para la precesión de la órbita del satélite.

## Explicación
En efecto, este es el plano normal al polo de precesión orbital del satélite. Es una especie de "plano orbital media" del satélite, alrededor de la cual el plano de la órbita de los satélites instantánea movimiento de precesión, y para el que tiene una inclinación adicional constante.
En la mayoría de los casos, el plano de Laplace está muy cerca del plano ecuatorial de su planeta primario (si el satélite está muy cerca de su planeta) o del plano de la órbita del planeta primario alrededor del Sol (si el satélite está lejos de su planeta). Esto se debe a que la fuerza de la perturbación del planeta en la órbita del satélite es mucho más fuerte para las órbitas cercanas al planeta, pero cae por debajo de la fuerza de la perturbación del Sol para las órbitas más lejanas. Ejemplos de satélites cuyo plano de Laplace está cerca del plano ecuatorial de su planeta incluyen los satélites de Marte y los satélites internos de los planetas gigantes. Ejemplos de satélites cuyo plano de Laplace está cerca del plano orbital de su planeta incluyen la Luna de la Tierra y los satélites exteriores de los planetas gigantes. Algunos satélites, como Jápeto de Saturno, están situados en la zona de transición y tienen planos de Laplace que están a medio camino entre el plano ecuatorial de su planeta y el plano de su órbita solar.
Por lo tanto, las posiciones variables del plano de Laplace a diferentes distancias del planeta primario se pueden representar como la unión de una superficie combada o no plana, que se puede representar como una serie de anillos concéntricos cuya orientación en el espacio es variable: los anillos más internos cerca del plano ecuatorial de rotación y achatamiento del planeta, y los anillos más externos cerca de su plano orbital solar. Además, en algunos casos, los satélites más grandes de un planeta (como el Tritón de Neptuno) pueden afectar los planos de Laplace de los satélites más pequeños que orbitan alrededor del mismo planeta.

## El trabajo de Laplace
El plano de Laplace o plano Laplaciano, como se discutió aquí, se relaciona con la órbita de un satélite planetario. Debe distinguirse de otro plano muy diferente, también descubierto por Laplace, y que también se denomina a veces "Laplaciano" o "plano de Laplace", pero más a menudo el plano invariable (o el "plano invariable de Laplace"). El plano invariable simplemente se deriva de la suma de los momentos angulares, y es "invariable" en todo el sistema, mientras que el plano de Laplace puede ser diferente para diferentes objetos en órbita dentro de un sistema. Confusamente, el plano de Laplace de un satélite (como se define aquí) también se denomina a veces "plano invariable".
El plano de Laplace es el resultado de los efectos perturbacionales, que fueron descubiertos por Laplace mientras investigaba las órbitas de las principales lunas de Júpiter, los satélites galileanos de Júpiter. Laplace descubrió que los efectos de la fuerza perturbadora solar y del achatamiento del planeta (su bulto ecuatorial), juntos dieron lugar a un "propre inclinado", una "inclinación propia", en el plano de las órbitas de los satélites, relativo al plano del ecuador de Júpiter.